# Công viên nước

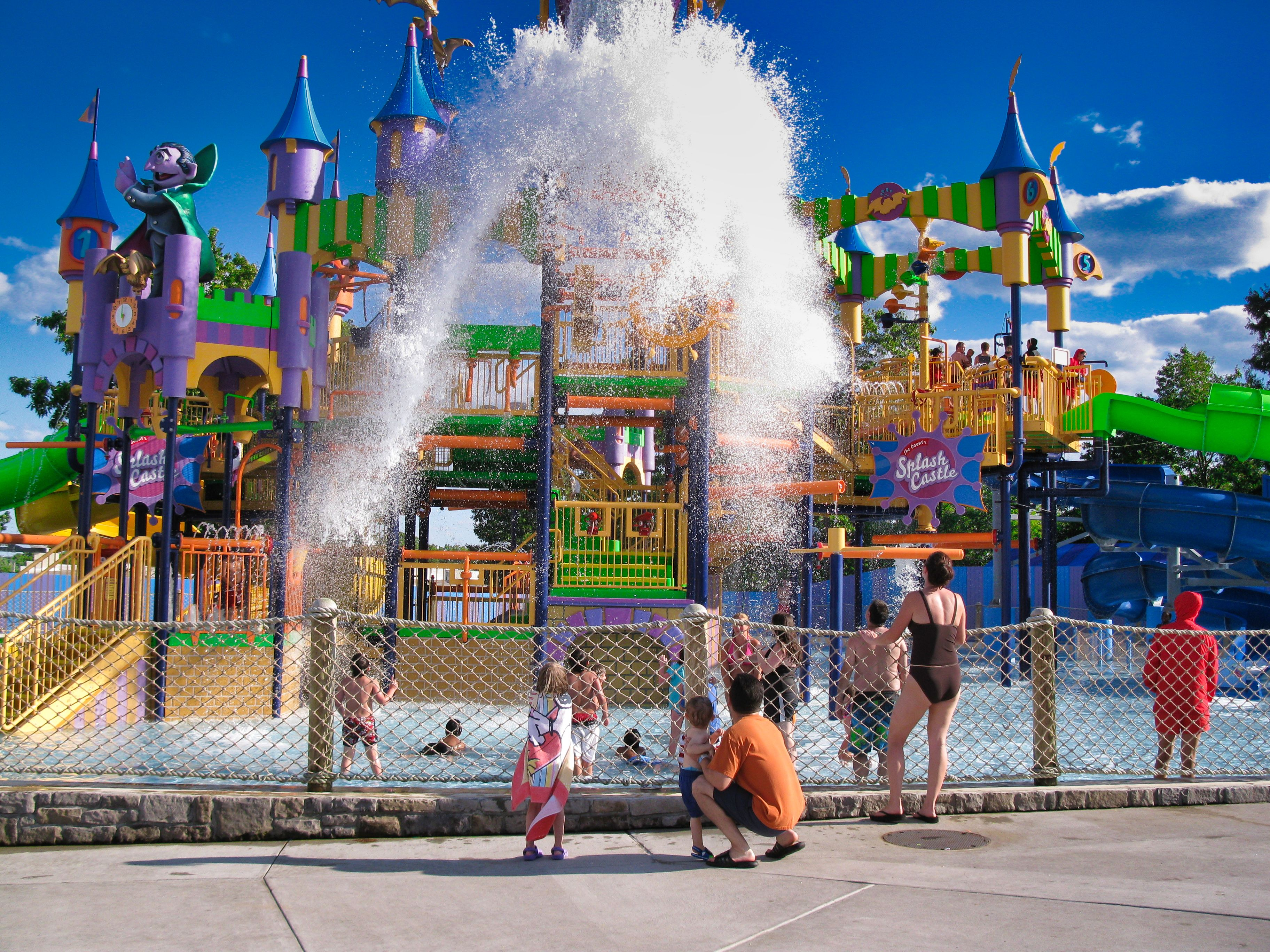
Một công viên nước ở Mỹ

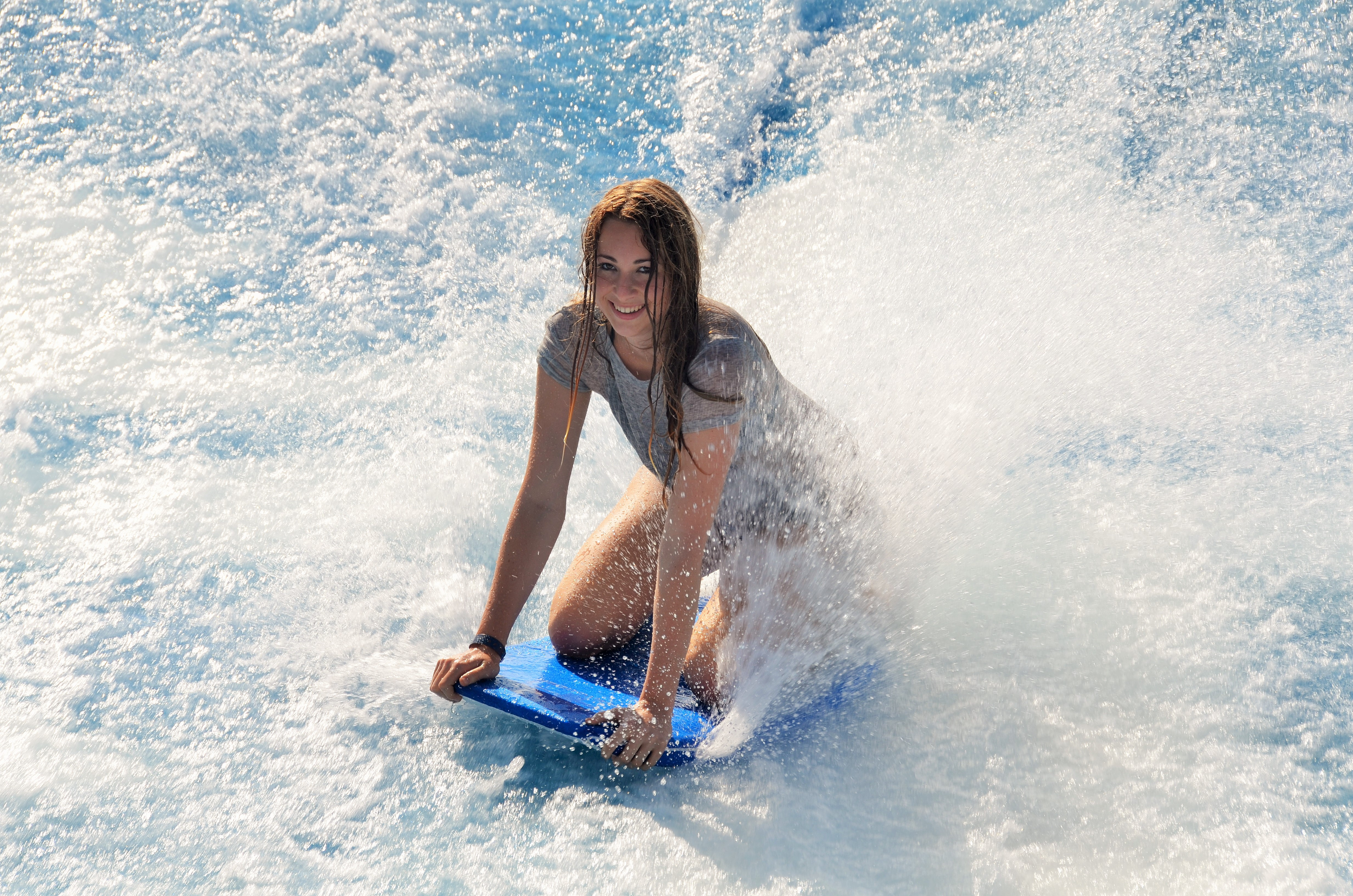
Du khách chơi trò trượt ván nước ở Mỹ

Công viên nước (Water park) hay thế giới nước (Water world) hay Công viên thủy cung (Aquapark) là một công viên giải trí có các khu vui chơi dưới nước như hồ bơi, bể bơi, máng trượt nước, miếng đệm nước, sân chơi nước và sông trôi (Lazy river), cũng như các khu vực thả nổi, tắm, bơi lội, và các môi trường giải trí dưới nước khác. Các công viên nước hiện đại cũng có thể được trang bị một số loại môi trường lướt sóng nhân tạo hoặc lướt ván nằm (trượt ván miếng), chẳng hạn như bể tạo sóng hoặc thiết bị tạo sóng (Flowriding). Công viên nước đã trở nên phổ biến kể từ khi được ra mắt vào cuối những năm 1940 và đầu những năm 1950. Hoa Kỳ có thị trường công viên nước lớn nhất và tập trung đông đảo nhất với hơn 1.000 công viên nước và hàng chục công viên mới mở cửa mỗi năm.
Các công viên nước xuất hiện từ các spa có xu hướng gần giống với các khu nghỉ dưỡng trên núi hơn, vì chúng trở thành điểm đến quanh năm. Ví dụ như Khu nghỉ dưỡng Công viên nước Splash Universe có chủ đề phù hợp với cộng đồng nơi nó tọa lạc. Chủ đề này nhằm nâng cao sức hấp dẫn của điểm đến trong cộng đồng. Quá trình chuyên môn hóa có thể được thấy trong các phiên bản kết hợp của công viên chủ đề, các trò vui chơi giải trí kết hợp với nước. Vào những năm 2000, một nỗ lực đã được triển khai thực hiện nhằm giảm bớt hàng dài người chờ đợi bằng cách sử dụng băng chuyền nâng hành khách hoặc sử dụng vòi phun nước. Một tính năng khác thường tại công viên nước là trượt băng. Công viên nước Deep River ở phía tây bắc Indiana có trò trượt băng, có thể thực hiện được nhờ các ống làm mát được lắp đặt bên dưới quảng trường đồ sộ.
Theo ước tính của Ủy ban An toàn Sản phẩm Tiêu dùng Hoa Kỳ (U.S. Consumer Product Safety Commission) đã có hơn 4.200 người mỗi năm được đưa đến phòng cấp cứu do bị chấn thương trên các đường trượt nước. Vào tháng 7 năm 2015, một trường hợp chết đuối và ít nhất ba trường hợp suýt chết đuối đã được báo cáo tại các công viên nước ở Hoa Kỳ.Vào ngày 7 tháng 8 năm 2016, Caleb Schwab đứa con trai 10 tuổi của chính trị gia người Mỹ Scott Schwab, đã bị chặt đầu trên trò chơi trượt nước Verrückt tại công viên nước Schlitterbahn ở Thành phố Kansas thuộc bang Kansas. Sau sự cố chết người này, công viên nước Verrückt đã bị đóng cửa vĩnh viễn.
Ở Việt Nam, Công viên nước Sài Gòn (Saigon Water Park) có diện tích khoảng 5ha, tọa lạc tại Phường Linh Đông, thành phố Thủ Đức cách trung tâm quận 1 khoảng 10km, được xây dựng bởi Công ty liên doanh Văn hóa thể thao dưới nước gồm liên doanh giữa Tổng công ty Du lịch Sài Gòn và Công ty Pegasus Leisure, Công viên nước Sài Gòn khai trương vào ngày 13 tháng 12 năm 1997 là công viên nước đầu tiên của Việt Nam. Với vốn đầu tư lên tới 12 triệu USD, công trình được xây dựng hiện đại với nhiều trò chơi dưới nước mới lạ như biển nhân tạo, dòng sông lười, trượt ống xoắn, hố đen cao 15m, dài 70m cùng các trò chơi cảm giác mạnh khác đã thu hút đông đảo người dân đến vui chơi giải trí và thường xuyên quá tải, khách đến nườm nượp. Đối với đông đảo người dân thế hệ 7X-8X thì nước Sài Gòn gắn với kỷ niệm tuổi thơ. Sự thành công của nó đã thu hút sự chú ý của nhiều nhà đầu tư trong và ngoài nước, dẫn đến sự ra đời của hàng loạt công viên nước khác như Công viên Văn hóa Đầm Sen, Khu du lịch Văn hóa Suối Tiên, Công viên nước Đại thế giới mà địa điểm vui chơi giải trí sau này được đầu tư bài bản, hiện đại, nhiều trò chơi hấp dẫn, trong khi đó Công viên nước Sài Gòn không tập trung nâng cao chất lượng và bổ sung những trò chơi mới mẻ dẫn đến việc kinh doanh thua lỗ nặng nề và đến năm 2006, Công viên nước Sài Gòn bị đóng cửa trong sự tiếc nuối của nhiều người.